# FM稚內
FM稚內（日语：／ Efuemu Wakkanai */?）是位於日本北海道稚內市的廣播電台，透過調頻廣播向北海道稚內市、利尻町所有区域和禮文郡禮文町、利尻郡利尻富士町部分區域放送，又被簡稱為「FM Wappy」（FMわっぴ〜）。

## 概要

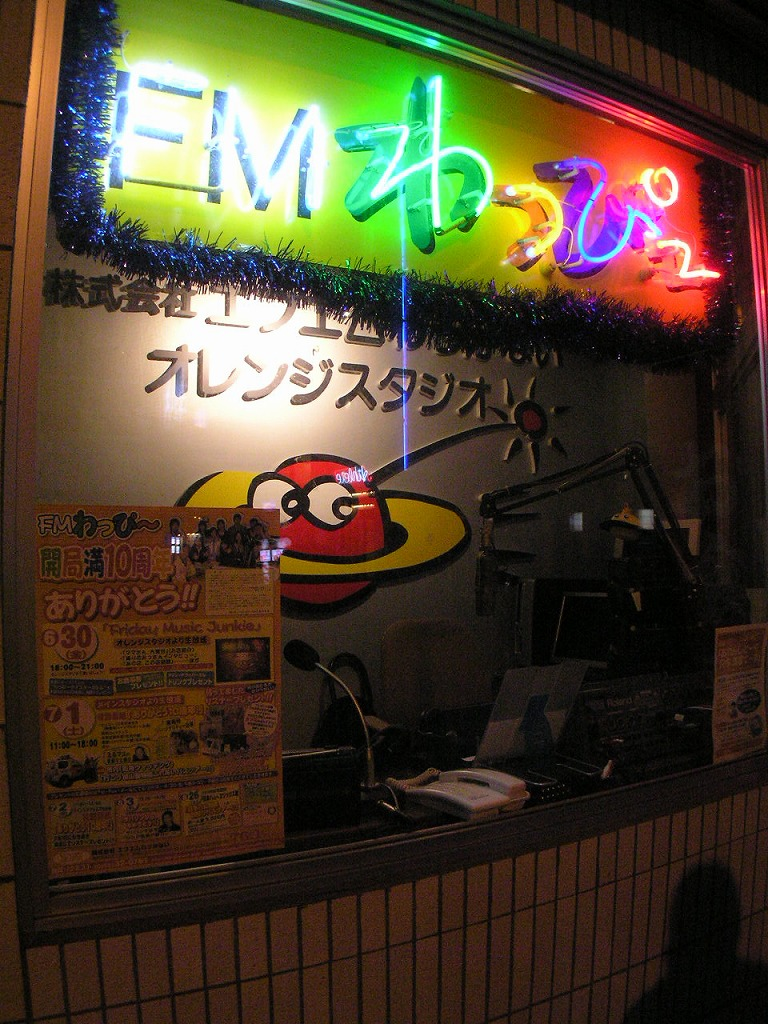
FM稚內原錄音室

FM稚內是日本最北端的社区调频廣播電台，暱稱「Wappy」來自於稚內的拼音「Wakkanai」及英文單詞「Peace」、「People」，由大眾投稿決定。
錄音室原本位於末廣的國境大廈，但因為防災政策而遷往富岡的稚內市生涯學習綜合支援中心「風吹稚內」
。其他第二錄音室則位在稚內副港市場內。
廣播節目多由工作人員原创製作，主題與地方事務關係密切。
節目也可透過網路廣播SimulRadio或是應用程式「FM聽」收聽。
发射台
| 发射/转播台                                        | 空中線電力 | 設置場所                              |
| -------------------------------------------------- | ---------- | ------------------------------------- |
| 总台                                               | 50W        | 稚內市芋稚內（稚內市開基100年紀念塔） |
| 宗谷岬转播台                                       | 1W         | 稚内市大字宗谷村字宗谷岬              |
| 东浦转播台                                         | 1W         | 稚内市大字宗谷村字东浦                |
| 利尻轉播台                                         | 1W         | 利尻町                                |
| 仙法志轉播台                                       | 1W         | 利尻町                                |
| - 总台的呼出訊號為JOZZ1AH-FM - 全部頻率皆為76.1MHz |            |                                       |

#### 沿革

##### 1996年
- 3月7日 - 株式會社FM稚內設立
- 6月26日 - 取得广播电台（現特定地面波无线骨干广播电台/特定地上基幹放送局）的牌照[3]、傳輸功率為10W，播音區域為稚內市部分地区
- 7月1日 - 开始播音

##### 1999年
- 11月1日 - 输出功率增加至20W[4]，播音區域擴大至稚內市其他區域

##### 2011年
- 4月1日 - 加入SimulRadio，並於前日3月31日以「测试播音」的名義使用串流媒體播出直播節目

##### 2012年
- 3月 - 傳輸功率提升為50W，播音區域延伸至禮文町及利尻富士町部分區域[5]
  - 依據告示骨干广播普及计划（日语：基幹放送普及計画）第1項第1號，原則上規定社區廣播的傳輸功率為20W。若要擴大電台收聽範圍，則必須增設相當數量的轉播站，所需經費也隨之高漲，因此向總務省陳情希望放寬傳輸功率的限制[6]。FM稚內的傳輸功率超過20W，也是日本國內的社區廣播首例。

##### 2016年
- 7月1日 - 开播20周年

##### 2017年
- 11月4日 - 利尻轉播台完成紀念特別節目於利尻町進行直播[7]
- 12月14日 - 取得利尻轉播台的牌照，播音範圍增加利尻町部分區域[5]
  - (雖然原則上社區廣播以一市町村為對象發牌，但若與鄰近區域具備社區一體性，則可合併共用[8]。)

##### 2018年
- 2月27日 - 「FM聽」服務開始[9]
- 4月9日 - 总部與錄音室搬遷，啟用新錄音室[10]
- 4月14日 - 舉辦新錄音室見習會兼特別節目「大家集合吧 DonDon星期六」直播[11]
- 10月16日 - 取得仙法志轉播台牌照，此後利尻町所有区域可收听该台节目[2]。

##### 2019年
- 2月15日 - 获得宗谷岬、东浦2地区转播台的牌照、此後稚內市所有区域可收听该台节目[12]

## 直播節目
- おはよう宗谷761 (一～五 7：30～10:00 ／ 六・日 8:00～9:00)
- わっぴ～最北チャンネル (一～四 11:00～15:00 ／ 五 12:00～14:00)
- 寄ろう！寄ろう！イオンへＧＯ！！ (金 11:00～12:00)
- Swing Beat Jam (一～五 15:00～17:30)
- 晚间时报(イブニング・タイムズ) (一～五 17:30～18:00)
- デジたる？！ (二 19:00～20:00 稚内北星学園大学新館2階スタジオから生放送 )
- フライデーばっふらないと (每月最終星期五 20:00～22:00)
- ぐるっとお出かけdondon土曜日 (六 9:00～13:00)
- 気ままにサンデー (日 11:00～12:00)

## 緊急告知防災收音机
2013年，稚内市向全部居民無償分發緊急告知防災收音机（緊急告知FM廣播），緊急情況時可收聽FM稚內、NHK-调频广播旭川台、NHK第1广播、NHK第2广播、STV廣播电台、HBC廣播电台(北海道放送)。

## 外部連結
- FMわっぴ〜76.1MHz（页面存档备份，存于） （日語）
- FM稚內的X（前Twitter）
- FM稚內的Facebook專頁
- CSRA（页面存档备份，存于）